# Buchenaltholz am Eisenbornbach

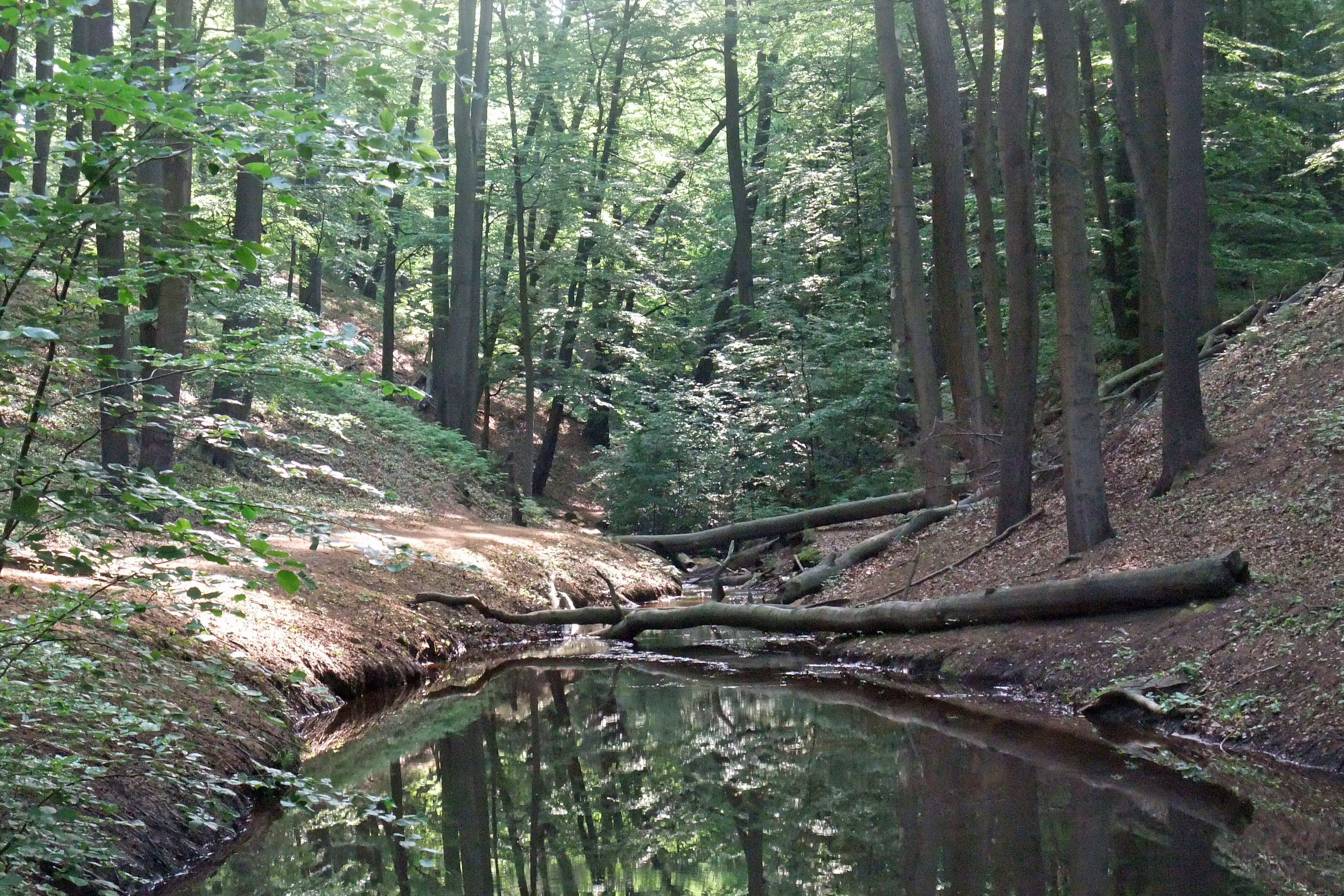
Buchenaltholz am Eisenbornbach, am Oberen Fischmannsteich

Das Buchenaltholz am Eisenbornbach (auch Buchen-Altholz am Eisenbornbach) ist ein seit 1985 ausgewiesenes Flächennaturdenkmal (ND 1) in der Dresdner Heide. Es umfasst auf einem knapp 500 Meter langen Abschnitt auf 1,7 Hektar beidseits am Oberlauf des Eisenbornbachs. Grund für die Unterschutzstellung durch den Rat der Stadt Dresden war die „natürliche Waldgesellschaft“ und das mit ihr verbundene „letzte […] Vorkommen der Hohltaube (Columba oenas) in der Dresdner Heide“.

## Geographie

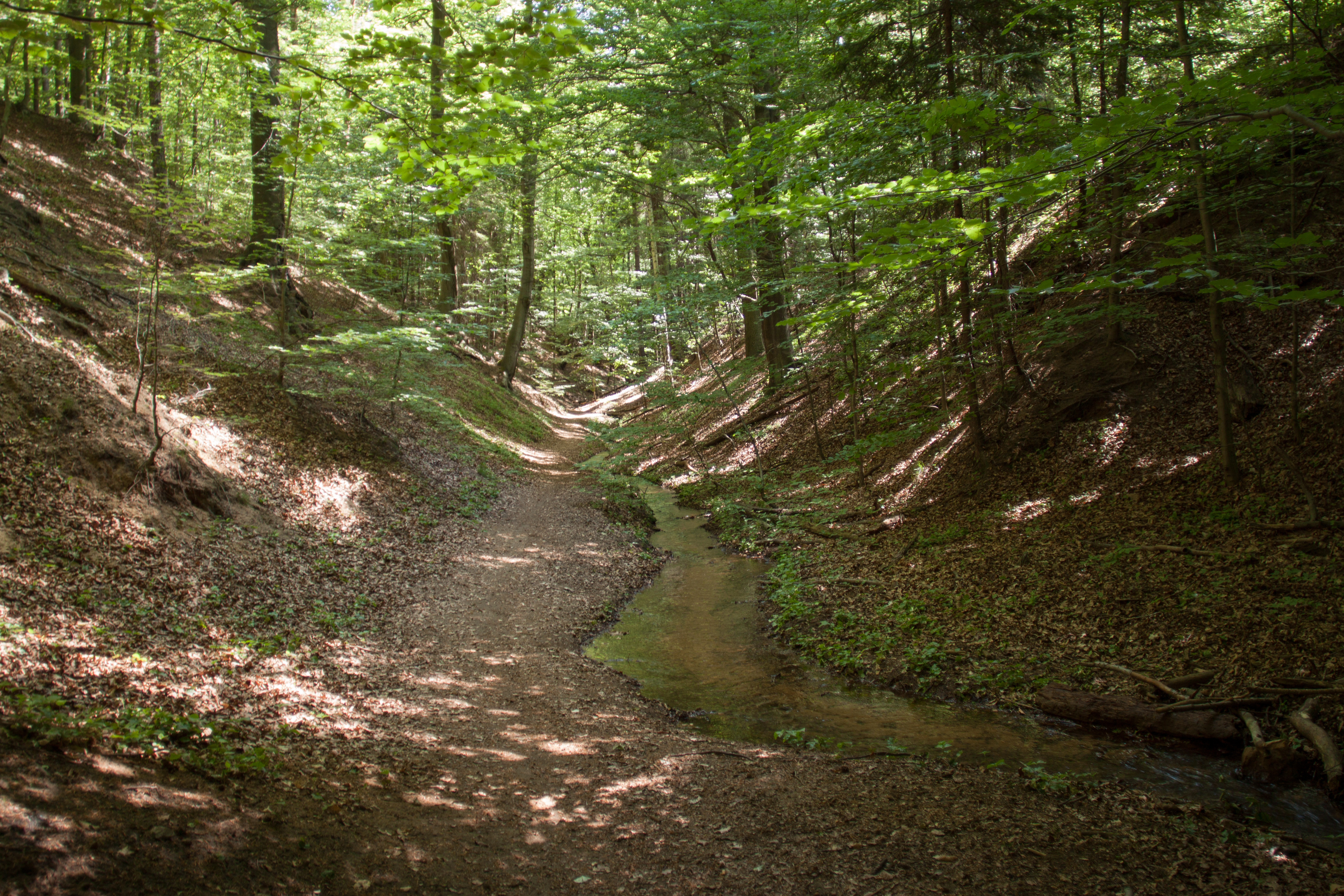
Eisenbornbach (flussaufwärtiger Blick) am oberen/östlichen Ende des Naturdenkmals

Das Schutzgebiet befindet sich nordöstlich des Stadtzentrums der sächsischen Landeshauptstadt Dresden im südwestlichen Teil des Landschaftsschutzgebiets (LSG) Dresdner Heide. Der Standort befindet sich entlang des Eisenbornbachs, nördlich der Doppel-E etwa von der Schneise 17 bis zur Schneise 18. Der östlichste der vier Oberen Fischmannsteiche liegt damit im Schutzgebiet. Die breiteste Stelle des geschützten Bereichs erreicht gut 50 Meter.
Beim Staatsbetrieb Sachsenforst gehört dieser Standort im Forstbezirk Dresden zum Revier Bühlau, Forstabteilung 68.
In diesem Schutzbereich einer „naturnahe[n] Waldgesellschaft mit hohem Altbuchenanteil“ (Rotbuche), dessen Totholz dort verbleibt, gibt es eine feinmaterialreiche Sickerquelle des Eisenbornbachs, die Quelle im FND Buchenaltholz. Ihr naturnaher Quellbereich lässt teilweise mehrere markante Austrittspunkte im Sand erkennen. In ihr konnten Stein- und Köcherfliegen-Larven sowie Strudelwürmer nachgewiesen werden.